# Solari Cifra 3
Solari Cifra 3 è il più piccolo orologio elettromeccanico a lettura diretta, progettato da Gino Valle e prodotto dall'azienda Solari di Udine alla fine degli anni '60. L'orologio è stato inserito nella collezione permanente del Museum of Modern Art di New York (MoMA) nel 1967.
(Gino Valle)

## Descrizione

### Materiali
Il complesso dell'orologio, formato dal motore, dalla parte meccanica e dai rulli di palette, è realizzato in PVC. Il pannello interno, invece, è in poliestere e fibra di vetro stampato a transfer. La cassa che lo avvolge è composta da tre pezzi:
1. una parte anteriore trasparente, in polimetacrilato di metile.
2. un involucro posteriore in termoplastico ABS.
3. una chiusura laterale con leva per la correzione dell’ora e dei minuti, anch'essa in ABS.

### Componenti meccaniche e funzionamento

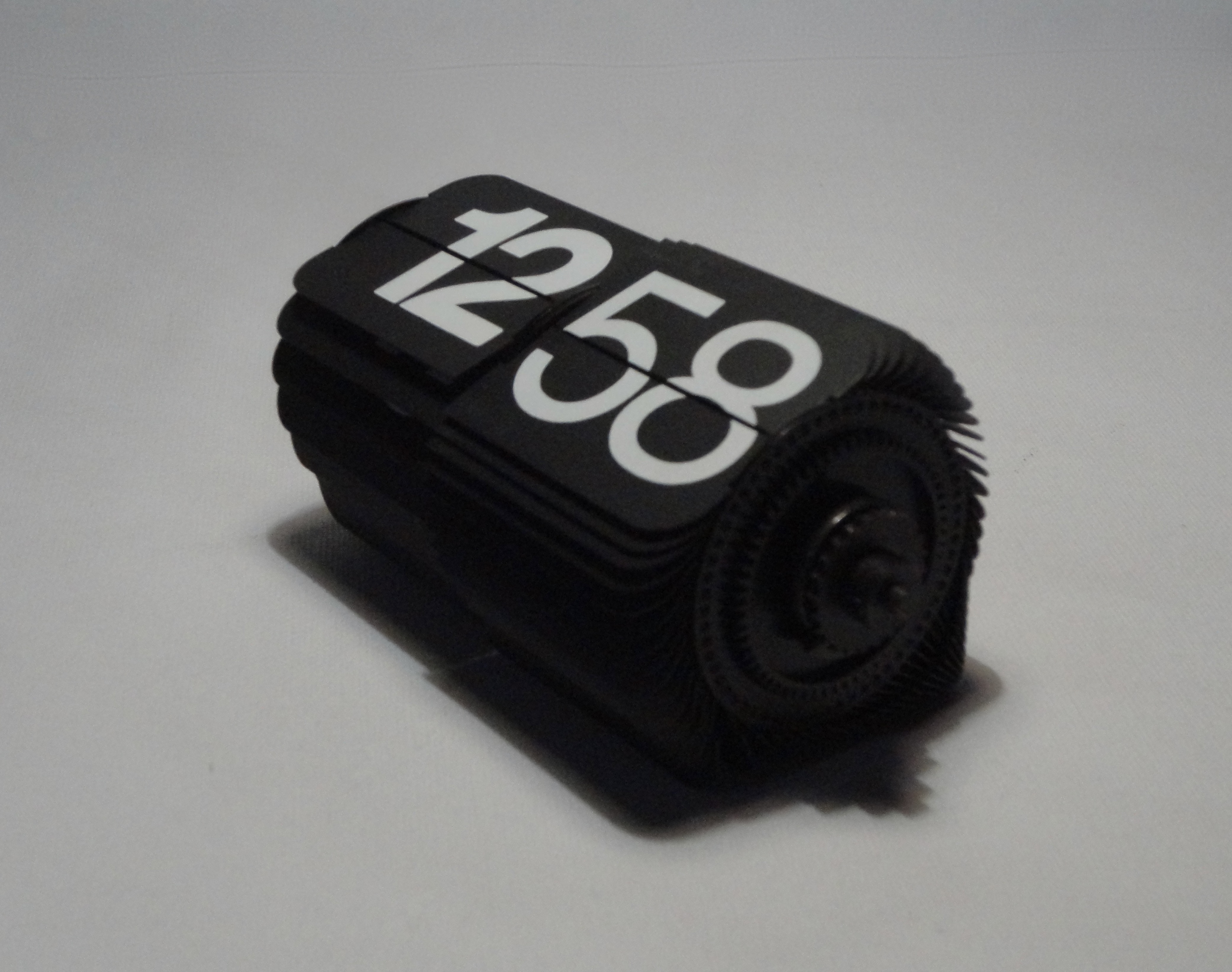
Meccanismo orologio Solari Cifra 3

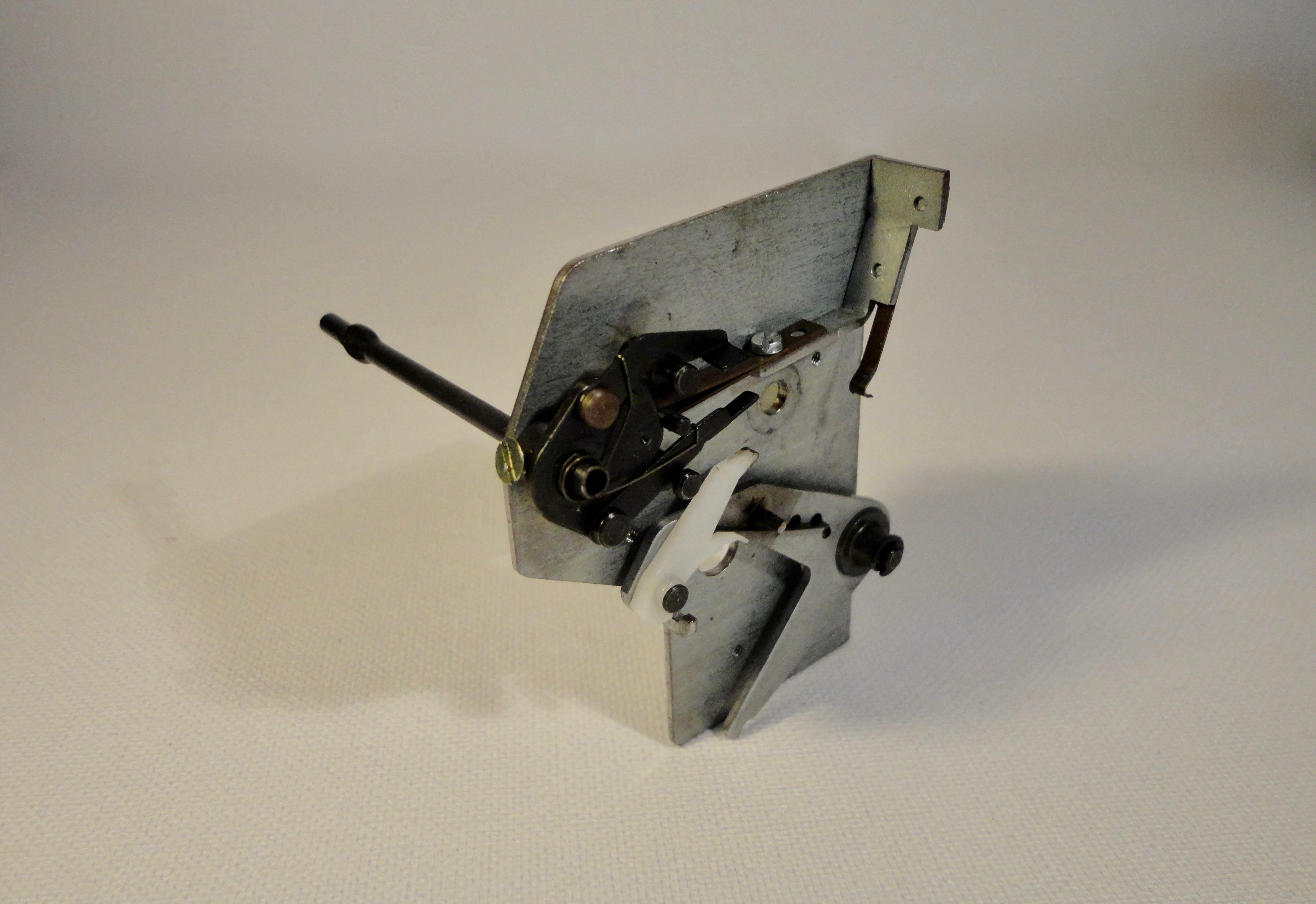
Componente meccanico atto a regolare ore e minuti dell'Orologio Solari Cifra 3

Le componenti meccaniche mobili di cui l'orologio è composto sono: due rulli di palette (uno da 48 per le ore e uno da 60 per i minuti) e un motore posto sullo stesso asse dei rulli. 
Il funzionamento è semplice, perfetto e immutato dal 1966. L’alimentazione dell’orologio avviene con una batteria da 1,5 Volt che aziona il movimento meccanico del bilanciere. 
Quest'ultimo è costituito da un ricevitore che traduce i periodi della corrente alternata di alimentazione nell'unità di tempo, che viene poi esplicitata con cifre sul riquadro di lettura. 
Un motore, sincronizzato con la frequenza del bilancere, genera invece il movimento rotatorio, che a sua volta viene ridotto secondo un preciso rapporto e tradotto in movimento alternato azionando le palette delle ore e dei minuti. La disposizione coassiale dei rulli ha permesso di contenere l’informazione in un solo quadro di lettura e di riunire la parte meccanica al motore.

### Caratteristiche tecniche
| lunghezza | 18 cm    |
| diametro  | Ø 9,5 cm |
| peso      | 650 gr   |

## Idea di progetto
I rapporti tra Gino Valle e l'azienda Solari iniziarono nel 1954 con la progettazione dell'orologio elettromeccanico Cifra 5 a scatto di cifre (brevettato nel 1957), costituito da 4 palette verticali di 10 numeri ciascuna che compongono tutte le ore. L’orologio Cifra 5 fu il capostipite di una vera e propria famiglia di orologi di tipo industriale, premiato al Compasso d’Oro nel 1956. Con l'aiuto dell'inventore belga John Meyer si riuscì ad ottenere un rullo di 48 palette che portò alla realizzazione del più piccolo orologio a lettura diretta, l'iconico Cifra 3, ideale da tenere a casa o in ufficio.

## Storia
Si ha documentazione della costruzione di orologi da torre e da parete a Pesariis, paese montano della Carnia, fin dal 1700. Il primo stabilimento produttivo venne realizzato nel 1725 dalla famiglia Solari che, per oltre due secoli, andò ad arricchire le piazze più belle d'Italia con i propri manufatti. La ditta Fratelli Solari rimase di proprietà della famiglia per oltre due secoli.

Nel 1940, in seguito a dissidi interni, i fratelli Fermo e Remigio decisero di cedere le proprie quote azionarie al resto della famiglia e di trasferirsi a Udine, dando vita ad una nuova realtà produttiva allargando la distribuzione in Italia e all'estero.
Remigio, meccanico e inventore, brevettò l'orologio a rullo di palette, rivoluzionando le normali metodologie di visualizzazione dell’ora. Successivamente la nuova tecnologia venne applicata ai tabelloni orari di stazioni ferroviarie e aeroporti.
Fermo, fratello minore e genio dallo spirito imprenditoriale, incaricò l'architetto friulano Gino Valle di disegnare i nuovi indicatori alfanumerici degli orologi. 
Ben presto arrivarono le prime commesse da tutta Europa, le quali diedero inizio al processo di internazionalizzazione della Solari. Tra le ditte estere che su brevetto concesso dalla Solari realizzarono tra la fine degli anni '60 e gli anni '70 orologi e sveglie come Cifra 3 citiamo la Salvest West Germany, i cui orologi da tavolo e sveglie ancor oggi sono ricercati per la loro rarità. Un importante passo fu la creazione dell'impianto per il JFK di New York nel 1962, grazie al quale l'azienda vinse il Compasso d’Oro, incrementando ulteriormente il proprio prestigio.
Oltre ai sistemi per la visione collettiva, Fermo commissionò a Gino Valle di progettare anche una versione per ufficio: nacque così il Cifra 5, “capostipite” della serie. Dieci anni dopo Valle realizzò l'orologio più piccolo della linea: il Cifra 3, nel quale il cilindro su cui ruotano le palette divenne l'asse stesso del progetto. Massimo Vignelli si occupò del lettering, dando un diverso corpo tipografico per ore e minuti e adattando il carattere Helvetica con piccoli accorgimenti ottici.

## Significato

### Valori comunicati
L'orologio a rullo di palette si presenta come una vera e propria invenzione destinata a rinnovare il modo di visualizzare il tempo. Le palette entrano in un sistema di comunicazione rarefatto ed elegante: il loro suono somiglia a quello di un libro che si sfoglia, creando un'atmosfera di attesa, capace di attirare l'attenzione verso le novità del tabellone e unendo i passeggeri in un tempo ideale, fatto di valigie, corse e destinazioni esotiche, tutti perfettamente sincronizzati. La perfetta ripartizione temporale, inoltre, scandisce il frenetico tempo della modernità, in cui la velocità di visione e l'immediatezza comunicativa data dalla lettura diretta dell'ora si fanno essenziali.

### Forme e Aspetto
Dal punto di vista formale, l'orologio si presenta come un corpo cilindrico con un asse posto trasversalmente rispetto al piano.
La parte frontale dell'orologio si compone di una sezione trasparente che permette la lettura semplice dell'ora senza elementi di disturbo o di distrazione. Posteriormente l'oggetto presenta un componente di forma cilindrica inglobato parzialmente nella struttura principale, nel quale va a collocarsi la batteria che funge anche da elemento di sostegno dell'intero orologio. Sul fianco del prodotto un elemento semicircolare, che riprende la forma dell'oggetto, permette la regolazione delle ore e dei minuti.
La struttura esterna dell'orologio, nelle sue varianti cromatiche, si presenta sempre in due parti: quella anteriore in polimetacrilato trasparente lucido e quella posteriore in termoplastica colorata, anch'essa con finitura lucida. Qualunque sia l'accostamento cromatico scelto, il tipo di finitura lucida ne esalta la luminosità in contrapposizione con i colori prevalentemente scuri del quadrante. La scocca esterna dell'orologio si presenta nelle seguenti varianti cromatiche: bianco, nero, rosso e verde. A queste quattro colorazioni classiche, che caratterizzano la produzione fin dagli anni '60, se ne aggiungono ulteriori due negli anni '70: giallo limone e arancione. Nel 2016 l'azienda ha rinnovato ulteriormente il prodotto, proponendo un rosso più vivido e acceso del precedente e un bianco ghiaccio che trae maggiormente ispirazione dai colori del Design contemporaneo. Le palette nere con le cifre di colore bianco disposte su tutti i modelli garantiscono una lettura dell'orario veloce e nitida.
L'opposizione di termini, quali rettilineo/curvilineo È un valido descrittore delle caratteristiche eidetiche dell'orologio: nella scocca esterna dell'oggetto prevale la linea curva e morbida che va a conferire rotondità in opposizione al quadrante con le palette rettangolari e i numeri scritti con un carattere essenziale e molto leggibile. Sia le ore che i minuti sono in grassetto, anche se le prime sono più grosse così da poterle leggere anche a distanza.

## Curiosità
Gino Valle era prima di tutto un architetto e non un designer, in un'intervista dichiarava di non essere attratto dagli oggetti. Il suo avvicinamento a questa disciplina avvenne in seguito al suo nuovo mandato presso un'industria che produceva cingoli per carri armati e motori durante la seconda guerra mondiale. L'architetto Valle più che un progettista di oggetti era un progettista di processi, cioè ricercava nuove strategie e nuove configurazioni industriali. La cosa importante per lui era il rapporto che si instaurava con l'oggetto e come questo si inseriva nell'ambiente.
L'originalità del Cifra 3 si riscontra anche nella modalità di rappresentazione: gli orologi, infatti, sono sempre impostati sulle 12:58, così da essere tutti idealmente sincronizzati.
Per il 20º anniversario Colette, noto concept store parigino, ha riproposto venti oggetti iconici di design. Tra questi figura l'orologio Solari Cifra 3, presentato in edizione limitata Blu-Colette.